# Mycomicrothelia queenslandica
Mycomicrothelia queenslandica är en lavart som först beskrevs av Johannes Müller Argoviensis, och fick sitt nu gällande namn av Sipman & Aptroot. Mycomicrothelia queenslandica ingår i släktet Mycomicrothelia och familjen Trypetheliaceae.   Inga underarter finns listade i Catalogue of Life.